# Siège de Dunkerque (1944-1945)
Pour les articles homonymes, voir Siège de Dunkerque.
Cet article concerne la poche de Dunkerque de 1944-1945. Pour la poche de Dunkerque de 1940, voir Bataille de Dunkerque.
Seconde Guerre mondiale
Libération de la France
Batailles
France
- Paddle
- Fusilade
- Astonia
- Dunkerque
- Wellhit
- Undergo
- Nancy
- Arracourt
- Metz (Fort Driant)

Belgique
- Moerbrugge
- Geel
- Escaut

Pays-Bas
- Market Garden
- Overloon
- Broekhuizen

Allemagne
- Forêt de Hürtgen
- Aix-la-Chapelle
- Colline du Crucifix
- Clipper
- Queen

- Corse
- Limousin
- Ain et Haut-Jura
- Les Glières
- Ascq
- Division Brehmer
- Mont Mouchet
- Opérations SAS en Bretagne
- Bataille de Normandie
- Guéret
- Brigade Jesser
- Cornil
- 1er Tulle
- 2e Tulle
- Argenton-sur-Creuse
- Oradour-sur-Glane
- 1er Ussel
- Saint-Marcel
- Saffré
- Mont Gargan
- Vercors
- Penguerec
- Lioran
- Égletons
- 2e Ussel
- Débarquement de Provence
- Port-Cros
- La Ciotat
- Toulon
- Martigues
- Marseille
- Nice
- Rennes
- Saint-Malo
- Brest
- Paris
- Mont-de-Marsan
- Montélimar
- Maillé
- Écueillé
- La Saulx
- Meximieux
- Nancy
- Colonne Elster
- Dunkerque
- Arracourt
- Saint-Nazaire
- Lorient
- Metz
- Royan et de la pointe de Grave
- Campagne de Lorraine
- Colmar

Front d'Europe de l'Ouest
Front d'Europe de l'Est
Campagnes d'Afrique, du Moyen-Orient et de Méditerranée
Bataille de l'Atlantique
Guerre du Pacifique
Guerre sino-japonaise
Le siège de Dunkerque est le blocus de la poche de résistance littorale allemande autour de Dunkerque, pendant la Seconde Guerre mondiale, entre septembre 1944 et la capitulation du Troisième Reich en mai 1945.
Dans la perspective d'un débarquement allié dans le nord-ouest de l'Europe, dans une directive du 14 janvier 1944, Hitler avait demandé que les plus grands ports du littoral de la mer du Nord, de la Manche et de l'Atlantique, soient transformés en festung (forteresse en allemand) afin de faire échouer ce débarquement en empêchant les Alliés de s'emparer d'un port pour approvisionner leurs troupes débarquées. Dunkerque était l'une d'entre-elles.
Après la fin de la bataille de Normandie et la progression rapide des Alliés dans l'ouest et le nord de la France, conformément aux instruction d'Hitler des troupes allemandes se replient dans ces forteresses. La poche de Dunkerque est encerclée par des unités de la 2e division d'infanterie canadienne qui se voit opposer une forte résistance allemande à ses premières attaques. Comme pour les autres poches de l'Atlantique et en raison de la durée et des pertes lors de la prise de la Festung de Brest, le Haut commandement allié décide début septembre de ne pas prendre la poche de Dunkerque et d'en faire juste le blocus. La priorité est de libérer les accès maritimes du port d'Anvers pris le 5 septembre. En octobre, les troupes canadiennes encerclant la poche sont remplacées par la 1re brigade blindée tchécoslovaque commandée par le général de brigade Alois Liška.
La « forteresse », commandée par l'amiral Friedrich Frisius, capitule sans conditions le  9 mai 1945, lendemain de la capitulation du Troisième Reich.

## Contexte
Dunkerque est détruite à 90% depuis les bombardements de 1940 (bataille de Dunkerque). La position allemande représente un quadrilatère d'une vingtaine de kilomètres de long sur huit de large.
La 1re Armée canadienne fut positionnée à la gauche de la ligne d'avance du 21e Groupe d'armées britannique, et le maréchal Montgomery ordonna de libérer les ports de la Manche avant de continuer vers les Pays-Bas. Cependant, la majorité de ces ports étaient fortement défendus et, malgré la faible qualité des garnisons allemandes, leurs libérations nécessitaient un assaut à grande échelle. Les Allemands considéraient que les poches de résistance à l'Ouest avaient une importance psychologique de premier ordre pour le symbole (Poches de résistance allemandes sur le littoral ouest-européen) et les consignes sont donc de résister jusqu'au bout.
Les ports étaient nécessaires au ravitaillement des armées alliées progressant sur le territoire français, alors que le manque d'infrastructures ralentissait voire stoppait leurs grandes offensives. Montgomery estima que les ports de la Manche répondraient à ces besoins, point de vue qui fut maintenu jusqu'à la mi-septembre. Mais sous la pression du général Eisenhower, Montgomery modifia ses instructions pour le commandant canadien, Harry Crerar, le 13 septembre 1944 : « L'utilisation d'Anvers est si urgente que je suis prêt à renoncer aux opérations à Calais et à Dunkerque » et le lendemain : « Dunkerque sera laissée pour être traitée plus tard, pour le moment elle sera simplement délaissée ».
Les actions à Calais continuèrent en grande partie en raison du besoin de réduire au silence la lourde artillerie proche de la ville. Les forces qui auraient pu être utilisées pour reprendre Dunkerque furent déplacées pour aider les Alliés lors de la bataille de l'Escaut et ainsi ouvrir l'accès au port presque intact d'Anvers. Au lieu de cela, des forces alliées plus restreintes furent mobilisées pour maintenir un périmètre autour de la ville, ce qui permit aux Allemands de résister.

## Forces en présence
Dans les premières semaines du siège, alors que les forces alliées furent déployées sur l'Escaut, plusieurs unités firent des courtes missions. La 2e division canadienne fut relevée par la 4e brigade de services spéciaux. Elle-même fut relevée par la 154e brigade d'infanterie britannique. La majorité du siège fut assurée par la 1re brigade blindée tchécoslovaque du début octobre 1944 jusqu'à la reddition finale.
La garnison était composée d'unités très variées, comprenant du personnel de la marine et de l'aviation, ainsi que des unités de l'armée et des fortifications. Il y avait aussi un fort détachement de deux mille Waffen-SS. L'effectif total dépassait les 10 000 hommes. Beaucoup d'entre eux provenaient de cinq divisions écrasées pendant la bataille de Normandie qui avaient reculé jusqu'à Dunkerque. La ville elle-même était bien fortifiée, et équipée pour soutenir un long siège.

### Forces alliées
Contrairement aux autres poches de l'Atlantique où le blocus était principalement assuré par des forces françaises, surtout des ex-FFI, endivisionnés pour l'occasion dans l'armée française de la Libération et quelques troupes coloniales (il n'y avait en plus qu'une division d'infanterie américaine, partagée entre les poches de Lorient et de Saint-Nazaire), les forces françaises étaient minoritaires dans le blocus de la poche de Dunkerque. Le contingent français passera de 1180 hommes en octobre 1944 à 4800 en avril 1945 (contre par exemple 21 240 pour la poche de Lorient). Les troupes étaient principalement canadiennes, remplacées par des troupes tchécoslovaques à partir d'octobre 1944, et britanniques. Elles étaient aussi plus lourdement armées. Cela s'explique par la plus grande proximité du front et des flux logistiques vers celui-ci donc une plus grande capacité de nuisance des forces allemandes retranchées dans la poche de Dunkerque.
Les forces se répartissaient ainsi :
- 5e brigade d'infanterie canadienne détachée de la 2e division d'infanterie canadienne (jusqu'au 18 septembre 1944) ;
  - Le Black Watch (Royal Highland Regiment) of Canada ;
  - Le Régiment de Maisonneuve ;
  - Les Calgary Highlanders ;
- 4e brigade de services Spéciaux (jusqu'au 26 septembre 1944) ;
- 154e brigade d'infanterie britannique (jusqu'au 9 octobre 1944) ;
  - Le 7e bataillon des Highlanders d'Argyll et de Sutherland ;
  - Le 1er et le 7e bataillon des Black Watch ;
- 1re brigade blindée tchécoslovaque (du 9 octobre 1944 jusqu'au 9 mai 1945) ;
  - Les 1er et 2e bataillon de chars tchécoslovaque ;
  - Deux compagnies du 1er bataillon d'infanterie motorisée tchécoslovaque ;
  - Deux bataillons d'un régiment d'artillerie ;
  - Un escadron de reconnaissance blindé ;
  - Une compagnie d'ingénieurs ;
  - Le 7e régiment royal de chars de l'armée de terre britannique ;
  - Le 2e régiment canadien d'artillerie lourde anti-aérienne ;
  - Le 107e régiment britannique d'artillerie lourde anti-aérienne ;
  - Le 125e régiment britannique d'artillerie légère anti-aérienne ;
- État-major de la zone territoriale de Dunkerque (créé le 15 octobre 1944) ;
  - Détachement de la 1re compagnie mixte de transmission (à partir de décembre 1944);
  - Bataillons Dewulf et Bienassis de l'Armée française de la Libération formés par les Forces françaises de l'intérieur, rejoint par un 3e bataillon venu de Lille, ils deviendront le 110e régiment d'infanterie à partir d'octobre 1944, puis le 51e régiment d'infanterie en janvier 1945.
  - Ier bataillon du 67e régiment d'infanterie (à partir de février 1945)
  - Ier et IIe bataillons du 33e régiment d'infanterie (à partir d'avril 1945)
  - Corps franc, puis bataillon, de fusiliers marins de Dunkerque (à partir de décembre 1944)
  - Groupe d'artillerie du secteur de Dunkerque (une batterie de canons de 155 GPF à partir de décembre 1944, puis une seconde en mars 1945)

### Forces allemandes
- La 26e division de forteresse ;
- La 49e division d'infanterie ;
- La 97e division d'infanterie ;
- La 226e division d'infanterie ;
- La 346e division d'infanterie ;
- La 711e division d'infanterie ;
- La 1046e division de forteresse ;
- Le groupe Reinecke de la Waffen-SS.

## Déroulement

### Premières offensives
Les Canadiens approchèrent de Dunkerque par le sud-ouest. Hondschoote est libérée le 7 septembre 1944. Le 8 septembre 1944, la 5e Brigade d'infanterie canadienne libéra Bourbourg, située à 13 kilomètres de la place forte. Le périmètre allemand, variant entre 7 et 12 kilomètres, englobait les villes de Mardyck, Loon-Plage, Spycker, Bergues et Bray-Dunes.
Le 7 septembre 1944, les Calgary Highlanders, en attaquant Loon-Plage, se heurtèrent à une vive résistance et subirent de lourdes pertes, trente soldats. Le village fut pris le 9 septembre lorsque les Allemands se retirèrent. Peu à peu, les unités canadiennes réduisirent le périmètre allemand en prenant Craywick le 9 et Mardyck le 17, à l'ouest de Dunkerque. Le 15 septembre, les Alliés reprirent Bergues ainsi que les villes belges de Furnes, Nieuport et La Panne, aidés par la Résistance intérieure belge. Le même jour, Bray-Dunes et Ghyvelde, à l'est de Dunkerque, tombèrent grâce à l'aviation qui apporta un soutien à l'infanterie après une première tentative infructueuse.
Mais il devint clair que la garnison allemande ne se rendrait pas sans un assaut majeur. En raison de la nécessité de reprendre l'Escaut et Anvers, et compte tenu de la forte probabilité que le port serait inutilisable à la suite de sa démolition, la plupart des unités canadiennes furent redéployées. À proximité de Dunkerque, la ville d'Ostende fut reprise facilement à la suite de la retraite des unités allemandes et, dès le 28 septembre, son port fut utilisé comme port de ravitaillement. Dunkerque ne valait plus l'effort de sa capture, d'autant moins qu'elle s'était déjà largement vidée de sa population.

### Siège de la ville
Les forces alliées autour de Dunkerque étaient destinées à contenir les soldats allemands et minimiser leur volonté de se battre en effectuant des reconnaissances agressives, des bombardements aériens, des tirs d'artilleries et en diffusant de la propagande. Les voies de ravitaillement par vedettes rapides ("Schnellboot") ou par avion devaient également être coupées.
De toutes les forteresses allemandes le long de la Manche, Dunkerque fut celle qui offrit le plus de résistance. La garnison avait repoussé les premiers assauts canadiens avec assez de hargne pour dissuader le commandement de réaliser un assaut à grande échelle pour prendre la ville. Grâce au report de l'assaut de la ville, les soldats allemands réussirent à conserver leur périmètre au prix de contre-attaques agressives. L'amiral Frisius dirige les opérations depuis son PC bétonné du casino de Malo-les-Bains.
Durant la nuit du 26 au 27 septembre 1944, les Allemands tentèrent de tirer avantage de la méconnaissance des lieux de la 154e Brigade d'infanterie britannique. Deux importantes attaques furent portées, l'une contre le 7e Black Watch à Ghyvelde, et l'autre sur la plage de Bray-Dunes contre le 7e Argyll. Les deux attaques furent contenues, non sans que le quartier-général des Argylls n'ait été partiellement occupé et des maisons de Ghyvelde détruites.
Le 4 octobre 1944, à l'initiative de la Croix-Rouge, une trêve de 36 heures fut instaurée afin de permettre l'évacuation de 18 000 civils français, considérés comme des « bouches inutiles » ainsi que des soldats des deux camps. Il n'y eut aucun incident durant celle-ci, et la trêve fut même prolongée afin de permettre aux Allemands de reformer leurs défenses qui avaient été retirées pour permettre l'évacuation. Les civils évacués rechignaient pour beaucoup à le faire, persuadés que la libération était proche, mais la rumeur de bombardements violents à venir les décide. Pour les Allemands, l'évacuation signifiait davantage de vivres pour les soldats même s'il restait des civils irréductibles ayant refusé de partir.
Les Canadiens sont envoyés sur un autre front et sont remplacés par des Tchèques dont les ordres sont de ne pas attaquer la poche de front mais de la maintenir isolée.
Une fois déployées, les forces tchécoslovaques effectuèrent fréquemment des raids dans la banlieue est de Dunkerque, afin de saper le moral des Allemands et de faire des prisonniers. Novembre 1944 vit de nombreuses attaques et contre-attaques, en particulier sur le flanc oriental de la ville. Escarmouches et canonnades se succèdent. Les conditions de vie furent difficiles pour les deux camps pendant l'hiver. Les polders autour de la ville furent noyés, afin de renforcer les lignes de défense. La boue qui en résulta gêna les mouvements et détériora la situation des armées. Les artilleurs canadiens indiquaient que les emplacements d'artillerie s'effondraient et les transports s'embourbaient. Les assiégés souffrirent de la mauvaise nourriture, de conditions sanitaires dégradées et d'une discipline sévère (l'amiral Frisius fait pendre des déserteurs allemands au balcon de l'hôtel de ville et y laisse leurs corps pendant des semaines). Des groupes de résistants viennent s'ajouter aux troupes en présence, ils tentent des opérations de commandos mais subissent des pertes en raison des trop grands risques pris.
Le siège a fait au total cent dix-sept morts, vingt-six disparus parmi les Français, environ un millier, restés sur place. Le 15 février 1945, l'amiral Frisius fait interner les civils restants dans quatre camps : à Malo-les-Bains, Rosendaël, Petite-Synthe, Coudekerque-Branche. Toute personne de plus de quatorze ans est astreinte au travail, mais ils sont nourris et à peu près correctement traités, tandis que le commandement allemand veille à maintenir le moral de ses troupes.

« WARNUNG ! An die deutschen Truppen in DÜNKIRCHEN ! Eure letzte Gelegenheit, Euch der Heeresgruppe Montgomery anzuschliessen, ist bald vorüber. Zeigt weisse Fahnen über Euren Stellungen ! Zur Besprechung der Übergabe wird Admiral Frisius oder ein beglaubigter Vertreter durch die alliierten Linien gelassen. ZG 130 »

« AVERTISSEMENT! Aux troupes allemandes à Dunkerque ! Votre dernière opportunité de rejoindre le groupe d'armées Montgomery sera bientôt terminée. Montrez des drapeaux blancs sur vos positions ! L'amiral Frisius ou un représentant accrédité sera autorisé à traverser les lignes alliées pour discuter de la passation de pouvoir. ZG130 »

### Capitulation
Après la capitulation du Troisième Reich le 8 mai 1945, le vice-amiral Frisius se rend au quartier-général de la brigade tchèque à Wormhout le lendemain, 9 mai, pour y signer à 9h20, l'acte de reddition de la garnison allemande de Dunkerque, devant le général Alois Liška, commandant local des forces alliées et répresentant les forces tchécoslovaque. Assistent à cette signature, pour les Britanniques le général Waller, commandant l'artillerie alliée, et le colonel Bleecker commandant le 22e état-major de liaison, pour les Français le lieutenant-colonel Lehagre pour l'armée de terre et le capitaine de corvette Acloque pour la Marine nationale. Le général Liška, accepte la capitulation sans conditions des forces allemandes. Vingt et une tonnes de provision (soit trois mois de subsistance pour la garnison), 410 véhicules automobiles, 731 hippomobiles, 998 chevaux, 85 pièces d'artillerie d'un calibre allant du 75 au 200 mm, 97 canons antichar, 98 520 grenades à main, 133 000 munitions diverses et de très nombreuses armes individuelles appartenant à l'armée allemande seront retrouvés dans la ville par les troupes alliées.
L'acte de reddition est le dernier en France. Dunkerque sort du conflit dévastée aux neuf dixièmes, avec une tâche gigantesque de déminage à entreprendre, un port, remis aux Français par les Britanniques le 18 mai, à débarrasser de ses épaves et à reconstruire, et une vaste partie de sa population à rapatrier. La ville mettra plus de dix ans pour se relever.
Le port de Dunkerque mettra du temps pour effacer les ravages de la guerre et pour s'affirmer au contraire de son grand rival Anvers sorti quasiment intact de la guerre et qui pourra retrouver une activité de plein régime beaucoup plus tôt,.